# Timofei
Timofei (Тимофей) ist ein russischer männlicher Vorname.

## Herkunft und Bedeutung
Der Name stammt aus dem Griechischen: altgriechisch: Τιμόθεος, von τιμάω (timáo), „schätzen, ehren“, und θεός (theós), „Gott“. Er bedeutet zu Deutsch so viel wie „der Gott ehrt“ oder „Fürchtegott“.

## Varianten
Timofei ist die lateinische Schreibweise vom kyrillischen Тимофей. Die lateinische Entsprechung lautet „Timotheus“, die englische Timothy.

## Bekannte Namensträger
- Timofei Alexandrowitsch Dokschizer (1921–2005), Trompeter, Dirigent und Komponist aus der Sowjetunion
- Timofei Nikolajewitsch Granowski (1813–1855), russischer Historiker
- Timofei Wiktorowitsch Krizki (* 1987), russischer Radrennfahrer
- Timofei Alexandrowitsch Kuljabin (* 1984), russischer Schauspiel- und Opern-Regisseur
- Timofei Kusnezow (* 1991), russischer Pokerspieler
- Timofei Alexejewitsch Lapschin (* 1988), russischer Biathlet
- Timofei Pawlowitsch Mosgow (* 1986), russischer Basketballspieler
- Timofei Fjodorowitsch Ossipowski (1766–1832), russischer Mathematiker, Physiker und Hochschullehrer
- Timofei Wassiljewitsch Prochorow (1894–2004), russischer Eremit in München
- Timofei Michailowitsch Schischkanow (* 1983), russischer Eishockeyspieler
- Timofej Andreevic Neff (1804–1877), deutschbaltischer kaiserlich russischer Hofmaler, Konservator und Kunstsammler